# Pseudechis australis
Pseudechis australis, ofta kallad mulga, är en ormart som beskrevs av Gray 1842. Pseudechis australis ingår i släktet Pseudechis och familjen giftsnokar och underfamiljen havsormar. Inga underarter finns listade i Catalogue of Life.
Denna orm förekommer i nästan hela Australien med undantag av de sydligaste delarna. Habitatet varierar mellan fuktiga skogar och öknar. Pseudechis australis är främst dagaktiv i södra Australien och nattaktiv i norra Australien. Födan utgörs av små däggdjur, av groddjur och av kräldjur. Ibland äts exemplar av samma art. Äggen kläcks inuti honans kropp (ovovivipari).
Flera exemplar dödas av den introducerade agapaddan. Hela populationen antas vara stor. IUCN listar arten som livskraftig (LC).